# Trace Adkins
Tracy Darrell "Trace" Adkins (Sarepta, Luisiana; 13 de enero de 1962) es un compositor, actor y cantante de música country estadounidense. 
Hizo su debut en 1996 lanzando su primer álbum: Dreamin' Out Loud. Desde entonces ha lanzado más de siete álbumes y dos recopilaciones de sus mejores canciones. Muchos de sus éxitos han alcanzado el número uno, incluyendo "(This Ain't) No Thinkin' Thing", "Ladies Love Country Boys", y "You're Gonna Miss This". Los mejores años de su carrera han sido en 1997, 2007 y 2008 respectivamente. Todos menos uno de sus álbumes han recibido disco de oro o platino en Estados Unidos, siendo el más vendido Songs about me que ha recaudado más de 55 millones de copias vendidas.
También ha hecho apariciones en televisión, incluyéndolo como panelista en Hollywood Squares y Pyramid, como finalista en El Aprendiz: Celebridades y como voz de comerciales de la cadena de restaurants KFC. Además escribió un libro autobiográfico, titulado A Personal Stand: Observations and Opinions from a Free-Thinking Roughneck, que fue lanzado en 2007.

## Primeros años
Trace fue criado en Sarepta, Luisiana, hijo de Peggy y Aaron Adkins, un trabajador de fábricas. Sus gustos por la música comenzaron a muy temprana edad, desde que su padre le enseñó a tocar guitarra. En su escuela, se unió a un grupo llamado New Commitments. Luego fue parte del grupo Future Farmers of America (FFA). Luego, Adkins fue a estudiar a la Universidad Técnica de Luisiana (Louisiana Tech University) donde también jugaba fútbol.: 26  Después de graduarse trabajó en una torre petrolera. Perdió su dedo meñique de su mano izquierda, pero pidió a los médicos reconstruirlo con el fin de que pudiera seguir tocando guitarra. Luego, comenzó a tocar en bares estilo honky tonk alrededor de Nashville, Tennessee durante los años 90. Un ejecutivo de Capitol lo vio mientras tocaba en un bar y lo invitó a su productora.

## Carrera

### 1996 - 2000
El primer sencillo de Adkins, "There's a Girl in Texas" fue lanzado en 1996, alcanzando los top 20 en los Billboard Country Singles & Tracks. Seguido del lanzamiento de su primer álbum, titulado "Dreamin' Out Loud", el mismo año. El álbum produjo muchos éxitos, incluyendo su primer sencillo top 5:"Every light in the house", su primer número 1: "(This Ain't) No Thinkin' Thing" y otro top 5: "I left something turned on at home"; Siendo este último número uno en Canadá. 
Luego lanzó su segundo álbum, "Big Time"; del cual, la canción "The Rest of Mine" estuvo entre los primeros 5, pero el resto no obtuvo mayor éxito. Un cambio en las gestiones le permitió lanzar su tercer álbum, titulado "More..." en 1999. A pesar de que el álbum logró estar entre los top 10, no ganó un disco de oro.

### 2001 - 2004
El 5 de julio, Trace Adkins fue arrestado por la brigada DUI, por conducir bajo los efectos del alcohol en Nolensville, Tennessee. El cantante fue declarado culpable y fue sentenciado a once meses de cárcel. La condena fue suspendida luego de 48 horas. Sin embargo, debió pagar 350 dólares como multa y su licencia de conducir fue suspendida por un año. Poco después, resultó herido de un accidente automovilístico y canceló una gira. Luego, entró a un centro de rehabilitación de 28 días en Nashville. Al salir, lanzó su cuarto álbum: "Chrome", que fue el primero de Adkins en alcanzar los top 5. 
En 2003, Adkins lanzó dos álbumes: una compilación de sus mejores éxitos denominado "Greatest Hits colections" y  "Comin' on Strong". Luego apareció como panelista en "Hollywood Squares" e hizo comerciales para la cadena de comida rápida KFC. Sólo un sencillo, "Then They Do", fue lanzado en su disco de compilaciones. "Comin' on Strong", lanzado antes que sus compilaciones, produjo dos grandes sencillos; el top 5 "Hot Mama" y el #13 "Rough & Ready".
En 2004 Adkins y Travis Tritt hicieron roles como convictos en el episodio "Greg & Jimmy's Criminals", para la serie de televisión Yes, Dear.

### 2005 - 2007
En 2005, Adkins lanzó su sexto álbum: "Songs About me". El segundo sencillo de éste, "Arlington" causó gran controversia debido a su contenido (la historia contada en primera persona de un soldado ficticio que estaba a punto de ser enterrado en el Cementerio Nacional de Arlington). Seguido de "Honky Tonk Badonkadonk", que obtuvo mucho éxito. Situando a Trace Adkins entre los cuarenta mejores cantantes de country según Billboard.
En 2006, Adkins lanzó su séptimo álbum: "Dangerous Man". Su sencillo "Ladies Love Country Boys", alcanzó otra vez el n.º 1, desde que "(This Ain't) No Thinkin' Thing" lo había conseguido en 1997.
En 2007, Adkins lanzó un sencillo titulado "I Got my Game On". Originalmente, la canción iba a ser lanzada junto a un nuevo álbum tentativamente titulado "Game On", pero Trace no quiso hacerlo. En vez de eso lo incluyó en su segunda versión del disco de compilaciones: "American Man: Greatest Hits, Vol. 2,". La canción "I Got my Game On" fue bien recibida. Pero su mejor éxito, también incluido en sus grandes compilaciones, fue el sencillo "You're Gonna Miss This".
"You're Gonna Miss This" se convirtió en su tercera canción en alcanzar el n.º 1, como también en alcanzar otras considerables posiciones en otros rankings, como por ejemplo  Billboard Hot 100 (#12), Billboard Pop 100 (#19), y Hot Digital Songs charts (#8).

### 2008 - presente
En 2008, Adkins participó en el reality show de NBC, El Aprendiz: Celebridades, en el cual catorce celebridades competían por donar dinero a fundaciones de caridad cercanas a ellos. Adkins competía por la fundación Food Allergy and Anaphylaxis Network, que provee educación y ayuda para las familias con niños con alergia a diferentes tipos de comida. El músico escogió esta caridad debido a que su hija, Brianna, de seis años quién debe pasar por constantes luchas contra la leche y el huevo. Adkins logró el segundo lugar de esta competencia, recaudando más de 100.000 dólares para la fundación a través de la competencia. El primer lugar lo obtuvo el editor y jurado de Britain's Got Talent, Piers Morgan.
Los esfuerzos de Adkins por ganar no feron en vano: un jugador de póquer y fan de El Aprendiz, donó 1000 dólares a la fundación de Trace Adkins luego de dos semanas de La Final.
El 2 de mayo de 2008, Adkins apareció en un episodio de la serie de NBC, "The Young and the Restless". Dónde tocó la canción "You're Gonna Miss This" a los personajes de Nichola y Phylls.
El mismo año, Adkins lanzó su sencillo "Muddy Water", la canción principal de su octavo álbum denominado "X", que fue lanzado el 25 de noviembre. En el video de "Muddy Water" hace una aparición otro competidor de El Aprendiz: Celebridades y amigo de Trace, Stephen Baldwin, como un hombre bautizado en el río. El álbum "X" también contiene la canción "Marry for Money" alcanzando el puesto #13.
Adkins hizo su debut como actor en la película de 2008: An American Carol.
Adkins también interpretó su canción "You're Gonna Miss This" en el día de acción de gracias de Macy's y en La Final de El Aprendiz: Celebridades.
Trace también coescribió la canción de Billy Ray Cyrus: "Country as Country Can Be", junto a Casey Beathard y el propio Billy.

## Premios
| Año  | Premio                                                   | Resultado |
| ---- | -------------------------------------------------------- | --------- |
| 1996 | ACM / Nuevo vocalista masculino                          | Ganador   |
| 2008 | CMT / Mejor video del año masculino - "I Got my Game On" | Ganador   |
| 2009 | ACM / Mejor canción del año - "You're Gonna Miss This"   | Ganador   |